# Thomas Kiehl
Thomas Kiehl (geboren in Hamburg) ist ein deutscher Schriftsteller.

## Leben und Werk
Thomas Kiehl ist Jurist und arbeitete lange in der Wirtschaft, bevor er sich selbstständig machte, um mehr Zeit zum Schreiben zu haben.
Im Jahr 2009 gewann Kiehl mit seiner Kurzgeschichte Sudoku-Man den 3. Platz des Deutschen Kurzkrimi-Preises im Rahmen des Krimifestivals Tatort Eifel.
Seine Kurzgeschichte Wie früher wurde unter der Regie von Michael Schäfer 2011 verfilmt.
Seinen ersten Thriller Die Ameisenfrau veröffentlichte er im Jahr 2019 im Benevento Verlag. In diesem Werk setzt er sich belletristisch mit der Luhmannschen Systemtheorie auseinander. Anhand des Phänomens der Angst werden systemische Prozesse in unserer Gesellschaft kritisch unter die Lupe genommen. Zur Veranschaulichung dient in dem Roman immer wieder der Ameisenstaat.
Sein Thriller Homo Lupus erschienen im Jahr 2021 ist eine Fortsetzung von dem Roman Die Ameisenfrau. Wieder hilft die Protagonistin »Lena Bondroit« bei Ermittlungen mit Hilfe ihres biologischen Wissens. Es handelt sich um einen Politthriller mit vielen Einschüben aus der Verhaltensforschung (u. a. Kommunikation im Familienverband über Rituale). Auch der Paradigmenwechsel in der Wolfsforschung weg von einem lediglich bei gefangenen Wölfen beobachteten streng linearen Hierarchiemodell mit einem dominanten Alpha-Tier hin zu einem Rollenmodell wird thematisiert.
Im Jahr 2022 erschien der dritte Teil der Reihe um die Biologin »Lena Bondroit« mit dem Titel Das Jungblut-Serum. Der in der nahen Zukunft spielende Thriller beschäftigt sich mit den aktuellsten Entwicklungen der Epigenetik. 
Kiehl lebt heute in Köln.

## Veröffentlichungen (Auswahl)
- Sudoku-Man. Kurzgeschichte in Tatort Eifel 2. KBV-Verlag 2009, ISBN 978-3-940077-62-2.
- Die Ameisenfrau. Benevento Verlag 2019, ISBN 978-3-7109-0082-2.
- Die Büchse der Pandora. Kurzgeschichte in Tatort Eifel 7. KBV-Verlag 2019, ISBN 978-3-95441-478-9.
- Homo Lupus, Benevento Verlag 2021, ISBN 978-3-7109-0108-9
- Das Jungblut-Serum. Thriller. Benevento, Elsbethen 2022, ISBN 978-3-7109-0143-0.